# Philipp Heck

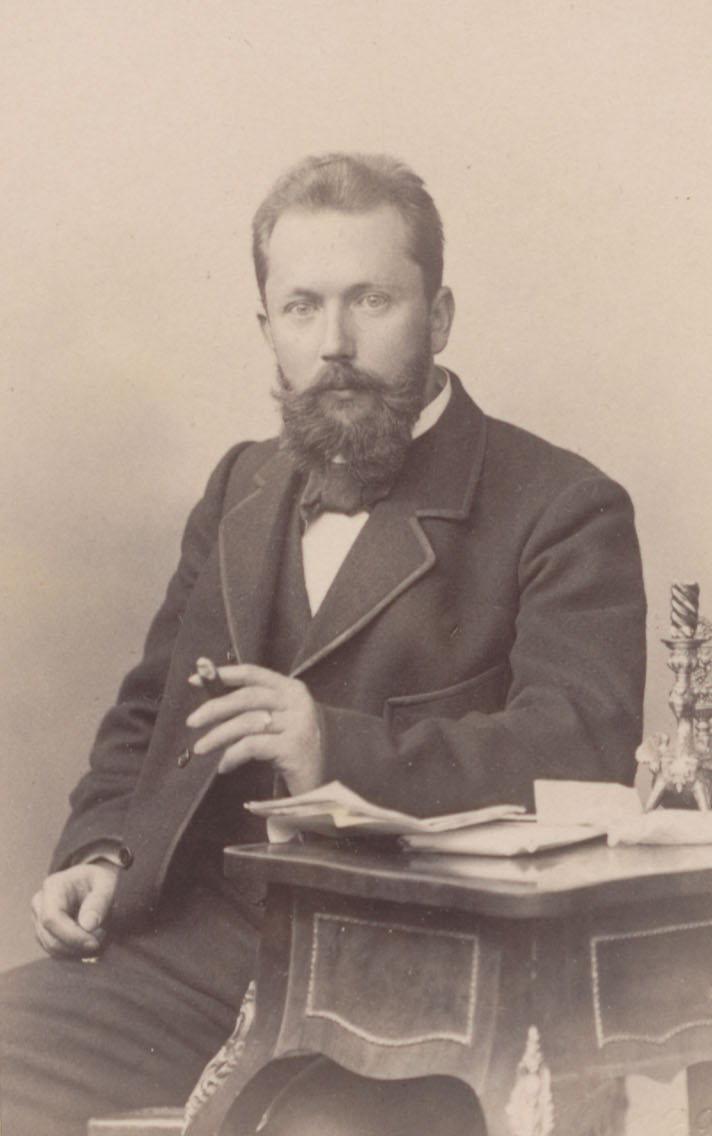
Philipp Heck

Philipp Heck (Sint-Petersburg, 22 juli 1858 - Tübingen, 28 juni 1943; vanaf 1912 Ritter Philipp von Heck) was een Duitse jurist en rechtshistoricus. Hij geldt als richtinggevend voor de Duitse Interessenjurisprudenz.
In Nederland is hij vooral bekend vanwege zijn publicaties over de Friese rechtsgeschiedenis.

## Rechtshistorische werken
(Onvolledige lijst)
- Der Ursprung der gemeinfriesischen Rechtsquellen (Küren, Landrechte und Ueberküren) und der friesische Gottesfrieden, 1892.
- Die altfriesische Gerichtsverfassung (met taalkundige bijdragen van Theodor Siebs), Weimar 1894.
- Beiträge zur Geschichte der Stände im Mittelalter, deel I Die Gemeinfreien der karolingischen Volksrechte, Halle 1900.
- Die Biergelden, Halle 1900.
- Ständeproblem, Wergelder und Münzrechnung der Karolingerzeit, 1904.
- Die friesische Gerichtsverfassung und die mittelfriesische Richtereide, 1907.
- Die friesischen Standesverhältnisse in nachfränkischer Zeit, 1907.
- Die Entstehung der Lex Frisionum, Stuttgart 1927.

- Biblioteca Nacional de España: XX998889
- Bibliothèque nationale de France: cb129552521 (data)
- Gemeinsame Normdatei: 118709429
- International Standard Name Identifier: 0000 0001 0781 630X
- Library of Congress Control Number: no94010559
- Nationale Bibliotheek van Letland: 000341550
- Nationale Bibliotheek van Tsjechië: mub2012678998
- Nationale Bibliotheek van Israël: 987007294010305171
- Nationale Bibliotheek van Polen: a0000003018337
- Nederlandse Thesaurus van Auteursnamen: 06802696X
- Système universitaire de documentation: 050140914
- Virtual International Authority File: 54279420
- WorldCat: E39PBJqbkR8XD97tbJddrKwQv3